# Denzel Washington
Denzel Hayes Washington, Jr., född 28 december 1954 i Mount Vernon i New York, är en amerikansk skådespelare, regissör och filmproducent. Han har beskrivits som en skådespelare som omgestaltar "begreppet klassisk filmstjärna" och mestadels förknippas med karaktärer som definieras av sin nåd, sin värdighet, sin mänsklighet och sin inre styrka. Han har mottagit sjutton NAACP Image Awards, tre Golden Globe Awards, ett Tony Award samt två Oscar av nio nomineringar: bästa manliga biroll för sin roll som nordstatsarmésoldaten menige Trip i den historiska dramafilmen Ärans män (1989) och bästa skådespelare för sin roll som den korrupte detektiven Alonzo Harris i thrillern Training Day (2001). År 2020 rankade The New York Times honom som 2000-talets främste skådespelare.

## Privatliv
År 1983 gifte sig Washington med skådespelerskan Pauletta Pearson (född 28 september 1950) som han träffade under sin första filminspelning, Wilma (1977). De har fyra barn tillsammans, varav det äldsta, John David Washington, också är skådespelare.
Washington är hängiven kristen och har övervägt att bli präst. År 1999 sade han:
| ” | En del av mig säger fortfarande, "Kanske, Denzel, du bör predika. Kanske du fortfarande kompromissar." Jag har haft möjligheten att spela framstående män och predika genom deras ord. Jag tar den talang jag har blivit given på allvar och jag vill använda den för gott. | „ |

År 1995 donerade han 2,5 miljoner dollar för att hjälpa till att bygga den nya anläggningen för Church of God in Christ i Los Angeles. Washington säger att han läser Bibeln dagligen.

## Filmografi i urval

### Filmer
| År   | Titel                       | Roll                                    | Noter |
| ---- | --------------------------- | --------------------------------------- | --- |
| 1977 | Wilma                       | Robert Eldridge                         | TV-film |
| 1979 | Coriolanus                  | Aedile/Roman Citizen                    | (video) |
| 1981 | Carbon Copy                 | Roger Porter                            | |
| 1982 | License to Kill             | Martin Sawyer                           | TV-film |
| 1984 | En soldats historia         | Pfc. Melvin Peterson                    | |
| 1984 | The George McKenna Story    | George McKenna                          | TV-film |
| 1986 | Power                       | Arnold Billings                         | NAACP Image Award for Outstanding Supporting Actor in a Motion Picture |
| 1986 | Hard Lessons                | George McKenna                          | |
| 1987 | Ett rop på frihet           | Steve Biko                              | Nominerad – Oscar för bästa manliga biroll Nominerad – Golden Globe Award for Best Actor – Motion Picture Drama |
| 1989 | Quinn den store             | Xavier Quinn                            | |
| 1989 | For Queen and Country       | Reuben James                            | Festival du Film Policier de Cognac Award for Best Actor |
| 1989 | Ärans män                   | Menige Silas Trip                       | Oscar för bästa manliga biroll Golden Globe Award for Best Supporting Actor – Motion Picture NAACP Image Award for Outstanding Supporting Actor in a Motion Picture Kansas City Film Critics Circle Award for Best Supporting Actor Nominerad – Chicago Film Critics Association Award for Best Supporting Actor Nominerad – National Society of Film Critics Award for Best Supporting Actor Nominerad – New York Film Critics Circle Award for Best Supporting Actor |
| 1990 | Mitt svarta jag             | Napoleon Stone                          | |
| 1990 | Mo' Better Blues            | Bleek Gilliam                           | |
| 1991 | Ricochet                    | Nicholas Styles                         | |
| 1992 | Mississippi Masala          | Demetrius Williams                      | NAACP Image Award for Outstanding Actor in a Motion Picture |
| 1992 | Malcolm X                   | Malcolm X                               | Chicago Film Critics Association Award for Best Actor Kansas City Film Critics Circle Award for Best Actor MTV Movie Award for Best Performance - Male NAACP Image Award for Outstanding Actor in a Motion Picture New York Film Critics Circle Award for Best Actor Silver Bear for Best Actor – 43rd Berlin International Film Festival. Southeastern Film Critics Association Award for Best Actor Nominated – Oscar för bästa manliga huvudroll Nominated – Golden Globe Award för bästa manliga huvudroll – drama |
| 1993 | Mycket väsen för ingenting  | Don Pedro, prins av Aragonien           | |
| 1993 | Pelikanfallet               | Gray Grantham                           | Nominerad – MTV Movie Award for Most Desirable Male |
| 1993 | Philadelphia                | Joe Miller                              | Nominerad – MTV Movie Award for Best On-Screen Duo (Delad med Tom Hanks) |
| 1995 | Rött hav                    | Örlogskapten Ron Hunter, sekond         | NAACP Image Award for Outstanding Actor in a Motion Picture Nominerad – MTV Movie Award for Best Performance - Male |
| 1995 | Virtuosity                  | Lt. Parker Barnes                       | |
| 1995 | Djävul i en blå klänning    | Easy Rawlins                            | Nominerad – Chicago Film Critics Association Award for Best Actor |
| 1996 | I sanningens namn           | Överste Nathaniel "Nate" Serling        | NAACP Image Award for Outstanding Actor in a Motion Picture Lone Star Film & Television Award for Best Actor Southeastern Film Critics Association Award for Best Actor Nominerad – Chicago Film Critics Association Award for Best Actor |
| 1996 | Preacher's Wife             | Dudley                                  | |
| 1998 | Ondskans spår               | Detective John Hobbes                   | |
| 1998 | He Got Game                 | Jake Shuttlesworth                      | Nominerad – Acapulco Black Film Festival Award for Best Actor Nominerad – NAACP Image Award for Outstanding Actor in a Motion Picture |
| 1998 | Belägringen                 | Special Agent Anthony 'Hub' Hubbard FBI | |
| 1999 | I samlarens spår            | Lincoln Rhyme                           | |
| 1999 | The Hurricane               | Rubin "Hurricane" Carter                | Golden Globe Award för bästa manliga huvudroll – drama Black Reel Award for Best Actor NAACP Image Award for Outstanding Actor in a Motion Picture Silver Bear for Best Actor Nominerad – Oscar för bästa manliga huvudroll Nominerad – Chicago Film Critics Association Award for Best Actor Nominerad – Satellite Award for Best Actor – Motion Picture Drama Nominerad – Screen Actors Guild Award for Outstanding Performance by a Male Actor in a Leading Role |
| 2000 | Remember the Titans         | Tränare Herman Boone                    | BET Award for Best Actor Black Reel Award for Best Actor NAACP Image Award for Outstanding Actor in a Motion Picture Nominerad – Satellite Award for Best Actor – Motion Picture Drama |
| 2000 | The Loretta Claiborne Story | Sig själv                               | |
| 2001 | Training Day                | Detective Alonzo Harris                 | Oscar för bästa manliga huvudroll American Film Institute Award for Actor of the Year – Male – Movies Black Reel Award for Best Actor Boston Society of Film Critics Award for Best Actor Kansas City Film Critics Circle Award for Best Actor Los Angeles Film Critics Association Award for Best Actor MTV Movie Award for Best Villain NAACP Image Award for Outstanding Actor in a Motion Picture Nominerad – Chicago Film Critics Association Award for Best Actor Nominerad – Golden Globe Award för bästa manliga huvudroll – drama Nominerad – Online Film Critics Society Award for Best Actor Nominerad – Satellite Award for Best Actor – Motion Picture Drama Nominerad – Screen Actors Guild Award for Outstanding Performance by a Male Actor in a Leading Role |
| 2002 | John Q                      | John Quincy Archibald                   | Nominerad – Black Reel Award for Best Actor NAACP Image Award for Outstanding Actor in a Motion Picture |
| 2002 | Antwone Fisher              | Dr. Jerome Davenport                    | Även regissör/producent Black Reel Award for Best Director NAACP Image Award for Outstanding Supporting Actor in a Motion Picture Producers Guild of America Stanley Kramer Award Washington D.C. Area Film Critics Association Award for Best Director Nominerad – Black Reel Award for Best Supporting Actor Nominerad – Phoenix Film Critics Society Award for Best Director Nominerad – Satellite Award for Best Director |
| 2003 | Out of Time                 | Polischef Matthias Lee Whitlock         | Nominerad – Black Reel Award for Best Actor Nominerad – NAACP Image Award for Outstanding Actor in a Motion Picture |
| 2004 | Man on Fire                 | John Creasy                             | Nominerad – NAACP Image Award for Outstanding Actor in a Motion Picture |
| 2004 | The Manchurian Candidate    | Major Ben Marco                         | |
| 2006 | Inside Man                  | Detective Keith Frazier                 | Nominerad – Black Movie Award for Outstanding Performance by an Actor in a Leading Role Nominerad – Black Reel Award for Best Actor Nominerad – NAACP Image Award for Outstanding Actor in a Motion Picture |
| 2006 | Déjà vu                     | Special Agent Douglas "Doug" Carlin     | |
| 2007 | American Gangster           | Frank Lucas                             | Nominerad – Golden Globe Award för bästa manliga huvudroll – drama Nominerad – MTV Movie Award for Best Performance - Male Nominerad – MTV Movie Award for Best Villain Nominerad – Satellite Award for Best Actor – Motion Picture Drama Nominerad – Screen Actors Guild Award for Outstanding Performance by a Cast in a Motion Picture |
| 2007 | Great Debaters              | Melvin B. Tolson                        | Även regissör Christopher Award for Best Feature Film NAACP Image Award for Outstanding Actor in a Motion Picture Nominerad – NAACP Image Award for Outstanding Director |
| 2009 | Linje 1 2 3 kapad           | Walter Garber                           | |
| 2010 | The Book of Eli             | Eli                                     | Även producent Nominerad – Saturn Award for Best Actor |
| 2010 | Unstoppable                 | Frank Barnes                            | |
| 2012 | Safe House                  | Tobin Frost                             | Nominerad – BET Award for Best Actor |
| 2012 | Flight                      | Kapten William "Whip" Whitaker, Sr.     | African-American Film Critics Association Award for Best Actor Black Reel Award for Best Actor NAACP Image Award for Outstanding Actor in a Motion Picture Nominerad – Oscar för bästa manliga huvudroll Nominerad – AACTA International Award for Best Actor Nominerad – Houston Film Critics Society for Best Actor Nominerad – Online Film Critics Society Award for Best Actor Nominerad – Screen Actors Guild Award for Outstanding Performance by a Male Actor in a Leading Role Nominerad – St. Louis Gateway Film Critics Association Award for Best Actor Nominerad – Broadcast Film Critics Association Award for Best Actor Nominerad – Chicago Film Critics Association Award for Best Actor Nominerad – Dallas-Fort Worth Film Critics Association Award for Best Actor Nominerad – Golden Globe Award för bästa manliga huvudroll – drama Nominerad – Satellite Award for Best Actor – Motion Picture Nominerad – Washington D.C. Area Film Critics Association Award for Best Actor |
| 2013 | 2 Guns                      | Robert "Bobby" Trench                   | |
| 2014 | The Equalizer               | Robert McCall                           | Även producent |
| 2016 | The Magnificent Seven       | Sam Chisolm                             | |
| 2016 | Fences                      | Troy Maxson                             | Även regissör/producent Screen Actors Guild Award for Outstanding Performance by a Male Actor in a Leading Role Nominerad – Oscar för bästa film Nominerad – Oscar för bästa manliga huvudroll Nominerad – Golden Globe Award för bästa manliga huvudroll – drama Nominerad – Critics' Choice Movie Award for Best Director Nominerad – Critics' Choice Movie Award for Best Actor Nominerad – Satellite Award for Best Director Nominerad – Satellite Award for Best Actor – Motion Picture |
| 2018 | The Equalizer 2             | Robert McCall                           | Även producent |
| 2023 | The Equalizer 3             | Robert McCall                           | Även producent |

### Teater
| År   | Titel               | Roll                  | Noter                                            |
| ---- | ------------------- | --------------------- | ------------------------------------------------ |
| 1990 | Richard III         | Rikard III av England |                                                  |
| 2005 | Julius Caesar       | Marcus Brutus         |                                                  |
| 2010 | Fences              | Troy Maxson           | Tony Award för bästa manliga huvudroll i en pjäs |
| 2014 | A Raisin in the Sun | Walter Lee Younger    |                                                  |

### TV
| År        | Titel         | Roll                |
| --------- | ------------- | ------------------- |
| 1982-1988 | St. Elsewhere | Dr. Philip Chandler |